# Zinasco
Zinasco é uma comuna italiana da região da Lombardia, província de Pavia, com cerca de 2.935 habitantes. Estende-se por uma área de 29 km², tendo uma densidade populacional de 101 hab/km². Faz fronteira com Bastida Pancarana, Carbonara al Ticino, Cava Manara, Cervesina, Corana, Dorno, Gropello Cairoli, Mezzana Rabattone, Pancarana, Pieve Albignola, Sommo, Villanova d'Ardenghi.

## Demografia
| Variação demográfica do município entre 1861 e 2011                               |
|                                                                                   |
| Fonte: Istituto Nazionale di Statistica (ISTAT) - Elaboração gráfica da Wikipedia |